# Sverre Kolterud
Sverre Cristiansen Kolterud (ur. 15 marca 1908 w Dokka, zm. 7 listopada 1996 w Oslo) – norweski dwuboista klasyczny, dwukrotny wicemistrz świata.

## Kariera
Kolterud pochodził z rodziny o tradycjach narciarskich, dwóch jego braci stawało na podium zawodów Holmenkollen Ski Festival. Pierwszy sukces w swojej karierze osiągnął w 1931 roku, kiedy na mistrzostwach świata w Oberhofie wywalczył w kombinacji srebrny medal, ustępując tylko swemu rodakowi Johanowi Grøttumsbråtenowi. Trzeciego w zawodach Hansa Vinjarengena, ówczesnego wicemistrza olimpijskiego, także reprezentanta Norwegii, Sverre wyprzedził o zaledwie 1 punkt.
Rok później, podczas igrzysk olimpijskich w Lake Placid uzyskał piąty wynik w skokach oraz siódmy na trasie biegu, co dało mu w efekcie czwarte miejsce. Walkę o brązowy medal przegrał z Vinjarengenem. Ostatni sukces osiągnął na mistrzostwach świata w Sollefteå w 1934 roku. Ponownie wywalczył srebrny medal, tym razem wyprzedził go Oddbjørn Hagen, a trzecie miejsce przypadło Vinjarengenowi. Kolterud był także członkiem reprezentacji Norwegii na igrzyska olimpijskie w Garmisch-Partenkirchen w 1936 roku, ale z powodu kontuzji nie wystąpił w zawodach.
Jego starszy brat Ole startował w dwuboju klasycznym na igrzyskach olimpijskich w 1928 w Sankt Moritz.

## Osiągnięcia

### Igrzyska olimpijskie
| Miejsce | Dzień     | Rok  | Miejscowość | Konkurencja   | Wynik      | Strata     | Zwycięzca            |
| ------- | --------- | ---- | ----------- | ------------- | ---------- | ---------- | -------------------- |
| 4.      | 11 lutego | 1932 | Lake Placid | Indywidualnie | 446,00 pkt | -27,40 pkt | Johan Grøttumsbråten |

### Mistrzostwa świata
| Miejsce | Dzień     | Rok  | Miejscowość | Konkurencja   | Czas biegu | Strata     | Zwycięzca            |
| ------- | --------- | ---- | ----------- | ------------- | ---------- | ---------- | -------------------- |
| 2.      | 13 lutego | 1931 | Oberhof     | Indywidualnie | 439,00 pkt | -20,00 pkt | Johan Grøttumsbråten |
| 2.      | 20 lutego | 1934 | Sollefteå   | Indywidualnie | 441,90 pkt | -14,40 pkt | Oddbjørn Hagen       |